# 北京酒樓
北京酒樓，是一間曾經位於香港九龍彌敦道227號的京菜餐館。經營了42年，為香港歷史最悠久的傳統京滬菜老店之一，最後因為負擔不起昂貴的租金，於2012年12月28日結業。

## 招牌菜
- 山東燒雞
- 片皮鴨
- 拔絲香蕉